# Raymonde Vattier
Pour les articles homonymes, voir Vattier.
Raymonde Vattier est une comédienne française, née le 22 septembre 1901 dans le 12e arrondissement de Paris, elle est morte le 9 mai 1991 dans le 9e arrondissement de Paris.

## Filmographie
- 1945 : Cyrano de Bergerac de Fernand Rivers
- 1957 : Madame Maxence a disparu de Bernard Hecht (téléfilm)
- 1957 : Les Misérables de Jean-Paul Le Chanois - Une bourgeoise
- 1962 : Le Temps des copains de Robert Guez - Hélène
- 1963 : L'inspecteur Leclerc enquête, épisode L'Homme couleur de muraille de Marcel Bluwal
- 1964 : Comment épouser un premier ministre de Michel Boisrond
- 1964 : Fifi la plume de Albert Lamorisse
- 1965 : Les Ruses du diable de Paul Vecchiali
- 1965 : Commandant X - épisode : Le Dossier Edelweiss de Jean-Paul Carrère
- 1968 : L'Homme de l'ombre de Guy Jorre, épisode : Le Condamné à mort, série TV
- 1969 : Les Patates de Claude Autant-Lara - La femme coquette du train
- 1972 : La Demoiselle d'Avignon : gouvernante de l'ambassade de France en Kurlande, série TV
- 1973 : Mais où est donc passée la septième compagnie ?- La femme du fermier
- 1973 : Les Aventures de Rabbi Jacob de Gérard Oury
- 1975 : Sérieux comme le plaisir de Robert Benayoun
- 1975 : Opération Lady Marlène de Robert Lamoureux - Une cliente de la poissonnerie
- 1977 : René la canne de Francis Girod
- 1977 : La nuit, tous les chats sont gris de Gérard Zingg
- 1978 : Le Dernier Amant romantique de Just Jaeckin
- 1978 : Le Colonel Chabert d'après Honoré de Balzac, mise en scène Jean Meyer, réalisation Pierre Sabbagh, Théâtre Marigny

## Théâtre
- 1921 : Les Grognards de G. Lenotre et Henri Cain, Théâtre Sarah-Bernhardt[3]
- 1921 : La Gloire de Maurice Rostand, Théâtre Sarah-Bernhardt
- 1954 : Il ne faut jurer de rien d'Alfred de Musset, mise en scène René Barré, Théâtre des Célestins
- 1955 : L'homme qui se donnait la comédie d'Emlyn Williams, mise en scène Daniel Gélin, Théâtre des Célestins
- 1956 : La Femme du siècle de Claude Schnerb, mise en scène Jacques-Henri Duval, Théâtre des Célestins
- 1957 : Vous qui nous jugez de Robert Hossein, mise en scène de l'auteur, Théâtre de l'Œuvre
- 1957 : À la monnaie du Pape de Louis Velle, Théâtre des Célestins
- 1959 : La Brune que voilà de Robert Lamoureux, mise en scène de l'auteur, Théâtre des Célestins
- 1963 : Ève et Line d'après Luigi Pirandello, traduction Benjamin Crémieux, Théâtre des Bouffes-Parisiens
- 1964 : Torero et face à main de Germaine Bérard et Jacques Provins, mise en scène Jacques Ciron, Théâtre de la Potinière
- 1965 : La Belle Dame sans merci de Jean Le Marois, Théâtre de l'Odéon
- 1965 : Knock ou le triomphe de la médecine de Jules Romains, mise en scène Marcelle Tassencourt, Théâtre Montansier
- 1969 : L'Impromptu de Versailles de Molière, mise en scène Marcelle Tassencourt, Théâtre Édouard VII

## Discographie
- Emilie Jolie de Philippe Chatel (1979) : la grand-mère. Texte : dialogue avec Séverine Vincent (Emilie Jolie) et Eddy Mitchell (Le loup).